# Узбекистан на Чемпіонаті світу з водних видів спорту 2015
Узбекистан взяв участь у Чемпіонаті світу з водних видів спорту 2015, який пройшов у Казані (Росія) від 24 липня до 9 серпня.

## Стрибки у воду
Узбецькі спортсмени кваліфікувалися на змагання з індивідуальних стрибків у воду.
Чоловіки
| Спортсмен           | Дисципліна        | Попередні змагання | Попередні змагання | Півфінали       | Півфінали       | Фінал           | Фінал           |
| Спортсмен           | Дисципліна        | Очки               | Місце              | Очки            | Місце           | Очки            | Місце           |
| ------------------- | ----------------- | ------------------ | ------------------ | --------------- | --------------- | --------------- | --------------- |
| Мірзохід Міркарімов | Трамплін, 1 метр  | 234.15             | 38                 | Н/Д             | Н/Д             | Завершив виступ | Завершив виступ |
| Достон Ботіров      | Трамплін, 3 метри | 272.80             | 57                 | Завершив виступ | Завершив виступ | Завершив виступ | Завершив виступ |
| Ботір Хасанов       | Вишка, 10 метрів  | 209.25             | 48                 | Завершив виступ | Завершив виступ | Завершив виступ | Завершив виступ |

## Плавання
Узбецькі плавці виконали кваліфікаційні нормативи в дисциплінах, які наведено в таблиці (не більш як 2 плавці на одну дисципліну за часом нормативу A, і не більш як 1 плавець на одну дисципліну за часом нормативу B):
Чоловіки
| Спортсмен                                                       | Дисципліна                           | Попередній заплив | Попередній заплив | Півфінал        | Півфінал        | Фінал            | Фінал            |
| Спортсмен                                                       | Дисципліна                           | Час               | Місце             | Час             | Місце           | Час              | Місце            |
| --------------------------------------------------------------- | ------------------------------------ | ----------------- | ----------------- | --------------- | --------------- | ---------------- | ---------------- |
| Даніїл Букін                                                    | 50 м на спині                        | 26.42             | =40               | Завершив виступ | Завершив виступ | Завершив виступ  | Завершив виступ  |
| Олексій Дерлюгов                                                | 200 м комплексом                     | 2:04.98           | 35                | Завершив виступ | Завершив виступ | Завершив виступ  | Завершив виступ  |
| Владислав Мустафін                                              | 50 м брасом                          | 27.51             | 15 Q              | 27.79           | 16              | Завершив виступ  | Завершив виступ  |
| Владислав Мустафін                                              | 100 м брасом                         | 1:00.63           | 20                | Завершив виступ | Завершив виступ | Завершив виступ  | Завершив виступ  |
| Владислав Мустафін                                              | 200 м брасом                         | 2:14.31           | 30                | Завершив виступ | Завершив виступ | Завершив виступ  | Завершив виступ  |
| Даніїл Тулупов                                                  | 100 м вільним стилем                 | 50.71             | 51                | Завершив виступ | Завершив виступ | Завершив виступ  | Завершив виступ  |
| Хуршиджон Турсунов                                              | 200 м вільним стилем                 | 1:50.98           | 46                | Завершив виступ | Завершив виступ | Завершив виступ  | Завершив виступ  |
| Даніїл Тулупов Даніїл Букін Олексій Дерлюгов Хуршиджон Турсунов | естафета 4x100 метрів вільним стилем | 3:26.36           | 27                | Н/Д             | Н/Д             | Завершили виступ | Завершили виступ |
| Даніїл Букін Олексій Дерлюгов Владислав Мустафін Даніїл Тулупов | естафета 4x100 метрів комплексом     | 3:42.33           | 22                | Н/Д             | Н/Д             | Завершили виступ | Завершили виступ |

Жінки
| Спортсменка     | Дисципліна       | Попередній заплив | Попередній заплив | Півфінал         | Півфінал         | Фінал            | Фінал            |
| Спортсменка     | Дисципліна       | Час               | Місце             | Час              | Місце            | Час              | Місце            |
| --------------- | ---------------- | ----------------- | ----------------- | ---------------- | ---------------- | ---------------- | ---------------- |
| Ранохон Аманова | 200 м комплексом | 2:15.13           | 24                | Завершила виступ | Завершила виступ | Завершила виступ | Завершила виступ |
| Ранохон Аманова | 400 м комплексом | 4:47.85           | 24                | Н/Д              | Н/Д              | Завершила виступ | Завершила виступ |
| Юлдуз Кучкарова | 50 м на спині    | 29.37             | 32                | Завершила виступ | Завершила виступ | Завершила виступ | Завершила виступ |
| Юлдуз Кучкарова | 100 м на спині   | 1:02.80           | 39                | Завершила виступ | Завершила виступ | Завершила виступ | Завершила виступ |

## Синхронне плавання
Двоє спортсменок Узбекистану кваліфікувалися на змагання з синхронного плавання в наведених нижче дисциплінах.
| Спортсменка                  | Дисципліна              | Попередні змагання | Попередні змагання | Фінал            | Фінал            |
| Спортсменка                  | Дисципліна              | Очки               | Місце              | Очки             | Місце            |
| ---------------------------- | ----------------------- | ------------------ | ------------------ | ---------------- | ---------------- |
| Юлія Кім Анастасія Рузметова | дует, технічна програма | 73.9526            | 25                 | Завершили виступ | Завершили виступ |
| Юлія Кім Анастасія Рузметова | дует, довільна програма | 77.5000            | 21                 | Завершили виступ | Завершили виступ |